# België op het Europees kampioenschap voetbal 1980
België was een van de deelnemers op het Europees kampioenschap voetbal 1980 in Italië. Het was de tweede deelname voor het land. Guy Thys nam als bondscoach voor de eerste keer deel aan het EK. De Rode Duivels bereikten de finale maar verloren daarin met 2-1 van West-Duitsland. Het is tot op heden het beste resultaat ooit voor België op een groot landentoernooi.

## Kwalificatie
Enkel de acht laatste landen mochten deelnemen aan de eindronde van het EK. In de kwalificatieronde belandde België in de groep van Portugal, Schotland, Oostenrijk en Noorwegen.
De Belgen begonnen al in 1978 aan de kwalificatiewedstrijden voor het EK. In hun eerste drie duels speelden de Duivels telkens 1-1 gelijk. Eerst thuis tegen het in theorie zwakkere Noorwegen, vervolgens op verplaatsing bij groepsfavoriet Portugal en ten slotte ook thuis tegen Oostenrijk. Meteen daarna mocht België het opnieuw tegen de Oostenrijkers opnemen, ditmaal eindigde de confrontatie op een 0-0 gelijkspel.
Met vier punten uit even veel wedstrijden had het team van bondscoach Guy Thys dringend nood aan een zege. Op 12 september 1979 pakten de Duivels voor het eerst twee punten. België ging in Noorwegen met 1-2 winnen, na goals van Jean Janssens en François Van der Elst. Nadien kwam Portugal naar Brussel. Thys haalde voor die interland middenvelder Wilfried Van Moer na een afwezigheid van vier jaar terug bij de selectie. De Duivels speelden een sterke wedstrijd en wonnen met 2-0, na doelpunten van Van Moer en opnieuw Van der Elst. Met die zege was het team van Thys definitief gelanceerd, hoewel er nog twee duels met Schotland op het programma stonden.
De Schotten, die over sterkhouders als Kenny Dalglish, Alan Hansen en Graeme Souness (allen eigendom van Liverpool FC) beschikten, waren een te duchten tegenstander. Toch wonnen de Belgen in eigen land overtuigend met 2-0. Van der Elst was opnieuw trefzeker, evenals Eddy Voordeckers. De terugwedstrijd in Schotland eindigde in 1-3, na twee doelpunten van Van der Elst en een van Erwin Vandenbergh. Dankzij die zege wipte België over Oostenrijk en werd het groepswinnaar.

### Kwalificatieduels
| 20 september 1978 | België     | 1 - 1 | Noorwegen  |
| 11 oktober 1978   | Portugal   | 1 - 1 | België     |
| 28 maart 1979     | België     | 1 - 1 | Oostenrijk |
| 2 mei 1979        | Oostenrijk | 0 - 0 | België     |
| 12 september 1979 | Noorwegen  | 1 - 2 | België     |
| 17 oktober 1979   | België     | 2 - 0 | Portugal   |
| 21 november 1979  | België     | 2 - 0 | Schotland  |
| 19 december 1979  | Schotland  | 1 - 3 | België     |

### Eindstand
|   | Land       | Wed | W | G | V | DV | DT | DS  | Pnt |
| - | ---------- | --- | - | - | - | -- | -- | --- | --- |
| 1 | België     | 8   | 4 | 4 | 0 | 12 | 5  | +7  | 12  |
| 2 | Oostenrijk | 8   | 4 | 3 | 1 | 14 | 7  | +7  | 11  |
| 3 | Portugal   | 8   | 4 | 1 | 3 | 10 | 11 | -1  | 9   |
| 4 | Schotland  | 8   | 3 | 1 | 4 | 15 | 13 | +2  | 7   |
| 5 | Noorwegen  | 8   | 0 | 1 | 7 | 5  | 20 | -15 | 1   |

## Het Europees kampioenschap
De acht deelnemende landen werd over twee poules verdeeld. België kwam terecht in groep B, samen met de voetbalgrootmachten Spanje, Italië en Engeland. Op voorhand gaf niemand de Belgen een schijn van kans.
In de eerste wedstrijd, tegen Engeland, kwamen de Belgen na iets minder dan een half uur spelen 1-0 achter na een goal van Ray Wilkins. Jan Ceulemans maakte echter meteen gelijk: 1-1. Nadien begonnen Engelse hooligans amok te maken, waardoor de Italiaanse ordediensten traangas in het supportersvak van Engeland spoten. Het traangas zorgde ook voor een nevel op het veld, waardoor het zicht van de Engelse doelman Ray Clemence beperkt werd. De scheidsrechter legde het duel daarom een tijd stil. Ondanks al het tumult bleef het 1-1.
De tweede groepswedstrijd werd met 2-1 gewonnen. Eric Gerets bracht de Duivels al na een kwartier op voorsprong tegen Spanje. Quini, die na het toernooi naar FC Barcelona zou verhuizen, maakte nog voor de rust gelijk. Na de pauze maakte Julien Cools het winnende doelpunt.
Door de zege tegen Spanje had België in de laatste wedstrijd tegen gastland Italië genoeg aan een gelijkspel. Maar de Italianen gaven zich niet zomaar gewonnen. Met gemene tackles en vuil spel probeerden ze het spel van de Duivels, en meer bepaald dat van spelverdeler Wilfried Van Moer, te ontregelen. Van Moer verloor op een gegeven moment het bewustzijn na een kniestoot van Romeo Benetti op zijn kin. Na 49 minuten haalde Thys hem aan de kant voor René Verheyen. De Belgen lieten zich echter niet imponeren en onder meer Eric Gerets, Michel Renquin en René Vandereycken beantwoordden het Italiaanse spel met minstens even gevaarlijke tussenkomsten. Na iets meer dan een half uur schopte Vandereycken de Italiaanse Giancarlo Antognoni van het veld. Het bitsige duel, waarin België aan een strafschop ontsnapte na handspel van Walter Meeuws, eindigde uiteindelijk op 0-0, waardoor België naar de finale mocht.
In die finale namen de Duivels het op tegen West-Duitsland, dat al na 10 minuten op voorsprong kwam via Horst Hrubesch, bijgenaamd Das Kopfball-Ungeheuer (het kopbalmonster). Pas na 72 minuten kon België gelijkmaken. De doorgebroken François Van der Elst werd buiten het strafschopgebied neergehaald, maar de spits viel in de grote rechthoek en kreeg een penalty. René Vandereycken zette die beheerst om. Er leken verlengingen aan te komen, tot net voor het laatste fluitsignaal Hrubesch nog een hoekschop tegen de touwen kopte: 2-1 voor West-Duitsland.

### Uitrustingen
Sportmerk: Adidas
| Thuis | Uit | Doelman |

### Technische staf
| Naam            | Functie           |
| --------------- | ----------------- |
| Technische staf |                   |
| Guy Thys        | Bondscoach        |
| Julien Labeau   | Assistent-trainer |

### Selectie
| Nr. | Naam                  | Geboortedatum | GW |   |   |   |   |   | Club           | Positie(s) |
| --- | --------------------- | ------------- | -- | - | - | - | - | - | -------------- | ---------- |
| 1   | Theo Custers          | 10-08-1950    | 0  | 0 | 0 | 0 | 0 | 0 | Antwerp FC     | GK         |
| 2   | Eric Gerets           | 18-05-1954    | 4  | 1 | 0 | 0 | 0 | 0 | Standard Luik  | RB         |
| 3   | Luc Millecamps        | 10-09-1951    | 4  | 0 | 1 | 0 | 0 | 0 | KSV Waregem    | CB         |
| 4   | Walter Meeuws         | 11-07-1951    | 4  | 0 | 1 | 0 | 0 | 0 | Club Brugge    | CB         |
| 5   | Michel Renquin        | 03-11-1955    | 4  | 0 | 0 | 0 | 0 | 0 | Standard Luik  | LB, CB     |
| 6   | Julien Cools          | 13-02-1947    | 4  | 1 | 0 | 0 | 0 | 0 | Beerschot VAV  | RM         |
| 7   | René Vandereycken     | 22-07-1953    | 4  | 0 | 2 | 0 | 0 | 0 | Club Brugge    | DM         |
| 8   | Wilfried Van Moer     | 01-03-1945    | 4  | 0 | 0 | 0 | 0 | 3 | Beringen FC    | CM         |
| 9   | François Van der Elst | 01-12-1954    | 4  | 0 | 2 | 0 | 0 | 0 | RSC Anderlecht | CF, RW     |
| 10  | Erwin Vandenbergh     | 26-01-1959    | 3  | 0 | 0 | 0 | 1 | 1 | Lierse SK      | CF         |
| 11  | Jan Ceulemans         | 28-02-1957    | 4  | 1 | 0 | 0 | 0 | 0 | Club Brugge    | AM, CF     |
| 12  | Jean-Marie Pfaff      | 04-12-1953    | 4  | 0 | 0 | 0 | 0 | 0 | KSK Beveren    | GK         |
| 13  | Maurice Martens       | 05-06-1947    | 0  | 0 | 0 | 0 | 0 | 0 | RWDM           | LB         |
| 14  | Gerard Plessers       | 30-03-1959    | 0  | 0 | 0 | 0 | 0 | 0 | Standard Luik  | LB, CB     |
| 15  | René Verheyen         | 20-03-1952    | 2  | 0 | 0 | 0 | 2 | 0 | KSC Lokeren    | CM         |
| 16  | Marc Millecamps       | 09-10-1950    | 0  | 0 | 0 | 0 | 0 | 0 | KSV Waregem    | AM         |
| 17  | Raymond Mommens       | 27-12-1958    | 4  | 0 | 0 | 0 | 2 | 1 | KSC Lokeren    | LM         |
| 18  | Guy Dardenne          | 19-10-1954    | 0  | 0 | 0 | 0 | 0 | 0 | KSC Lokeren    | AM         |
| 19  | Willy Wellens         | 29-03-1954    | 0  | 0 | 0 | 0 | 0 | 0 | Standard Luik  | CF         |
| 20  | Michel Preud'homme    | 24-01-1959    | 0  | 0 | 0 | 0 | 0 | 0 | Standard Luik  | GK         |
| 21  | Jos Heyligen          | 30-06-1947    | 0  | 0 | 0 | 0 | 0 | 0 | Waterschei     | CM         |
| 22  | Ronny Martens         | 22-12-1958    | 0  | 0 | 0 | 0 | 0 | 0 | RSC Anderlecht | CF, LW     |

### Wedstrijden

#### Groepsfase
|                          |               |       |             |                                                                                              |
| 12 juni 1980 17:45 (MET) | België        | 1 – 1 | Engeland    | Stadio Olimpico, Turijn Toeschouwers: 15.186 Scheidsrechter: Heinz Aldinger (West-Duitsland) |
| 12 juni 1980 17:45 (MET) | Ceulemans 29' |       | 26' Wilkins | Stadio Olimpico, Turijn Toeschouwers: 15.186 Scheidsrechter: Heinz Aldinger (West-Duitsland) |

| België | Engeland |

| België:    |    |                       |     |
|            |    |                       |     |
| GK         | 12 | Jean-Marie Pfaff      |     |
| RB         | 2  | Eric Gerets           |     |
| CB         | 3  | Luc Millecamps        |     |
| CB         | 4  | Walter Meeuws         |     |
| LB         | 5  | Michel Renquin        |     |
| CM         | 6  | Julien Cools          |     |
| CM         | 8  | Wilfried Van Moer     | 88' |
| CM         | 7  | René Vandereycken     |     |
| FW         | 9  | François Van der Elst |     |
| FW         | 10 | Erwin Vandenbergh     |     |
| FW         | 11 | Jan Ceulemans         |     |
| Invallers: |    |                       |     |
| MF         | 17 | Raymond Mommens       | 88' |
| Coach:     |    |                       |     |
| Guy Thys   |    |                       |     |

| Engeland:     |    |                 |     |
|               |    |                 |     |
| GK            | 1  | Ray Clemence    |     |
| RB            | 2  | Phil Neal       |     |
| CB            | 4  | Phil Thompson   |     |
| CB            | 5  | Dave Watson     |     |
| LB            | 3  | Kenny Sansom    |     |
| CM            | 10 | Trevor Brooking |     |
| CM            | 6  | Ray Wilkins     |     |
| AM            | 7  | Kevin Keegan    |     |
| RW            | 8  | Steve Coppell   | 81' |
| CF            | 9  | David Johnson   | 70' |
| LW            | 11 | Tony Woodcock   |     |
| Invallers:    |    |                 |     |
| FW            | 18 | Ray Kennedy     | 70' |
| MF            | 17 | Terry McDermott | 81' |
| Coach:        |    |                 |     |
| Ron Greenwood |    |                 |     |

|                          |           |       |                      |                                                                                                |
| 15 juni 1980 17:45 (MET) | Spanje    | 1 – 2 | België               | Stadio Giuseppe Meazza, Milaan Toeschouwers: 11.430 Scheidsrechter: Charles Corver (Nederland) |
| 15 juni 1980 17:45 (MET) | Quini 36' |       | 17' Gerets 65' Cools | Stadio Giuseppe Meazza, Milaan Toeschouwers: 11.430 Scheidsrechter: Charles Corver (Nederland) |

| Spanje | België |

| Spanje:         |    |                         |            |
|                 |    |                         |            |
| GK              | 1  | Luis Arconada           |            |
| RB              | 20 | Miguel Tendillo         | 79'        |
| CB              | 2  | José Ramón Alexanko     |            |
| CB              | 3  | Migueli                 | Kreeg geel |
| LB              | 14 | Rafael Gordillo         |            |
| CM              | 21 | Jesús María Zamora      |            |
| CM              | 6  | Juan Manuel Asensi      | 37'        |
| CM              | 12 | Juanito                 |            |
| FW              | 18 | Enrique Saura           |            |
| FW              | 17 | Jesús María Satrústegui |            |
| FW              | 10 | Quini                   |            |
| Invallers:      |    |                         |            |
| DF              | 11 | Vicente del Bosque      | 37'        |
| MF              | 9  | Francisco José Carrasco | 79'        |
| Coach:          |    |                         |            |
| Ladislao Kubala |    |                         |            |

| België:    |    |                       |     |
|            |    |                       |     |
| GK         | 12 | Jean-Marie Pfaff      |     |
| RB         | 2  | Eric Gerets           |     |
| CB         | 3  | Luc Millecamps        |     |
| CB         | 4  | Walter Meeuws         |     |
| LB         | 5  | Michel Renquin        |     |
| CM         | 6  | Julien Cools          |     |
| CM         | 8  | Wilfried Van Moer     | 80' |
| CM         | 7  | René Vandereycken     |     |
| FW         | 9  | François Van der Elst |     |
| FW         | 10 | Erwin Vandenbergh     | 81' |
| FW         | 11 | Jan Ceulemans         |     |
| Invallers: |    |                       |     |
| MF         | 17 | Raymond Mommens       | 80' |
| MF         | 15 | René Verheyen         | 81' |
| Coach:     |    |                       |     |
| Guy Thys   |    |                       |     |

|                          |        |       |        |                                                                                       |
| 18 juni 1980 20:30 (MET) | Italië | 0 – 0 | België | Stadio Olimpico, Rome Toeschouwers: 42.318 Scheidsrechter: António Garrido (Portugal) |
| 18 juni 1980 20:30 (MET) |        |       |        | Stadio Olimpico, Rome Toeschouwers: 42.318 Scheidsrechter: António Garrido (Portugal) |

| Italië | België |

| Italië:      |    |                      |            |
|              |    |                      |            |
| GK           | 1  | Dino Zoff            |            |
| RB           | 14 | Gabriele Oriali      | 46'        |
| CB           | 9  | Gaetano Scirea       |            |
| CB           | 6  | Fulvio Collovati     |            |
| LB           | 7  | Claudio Gentile      |            |
| CM           | 15 | Marco Tardelli       |            |
| CM           | 11 | Romeo Benetti        |            |
| AM           | 10 | Giancarlo Antognoni  | 36'        |
| FW           | 20 | Francesco Graziani   |            |
| FW           | 18 | Roberto Bettega      |            |
| FW           | 19 | Franco Causio        | Kreeg geel |
| Invallers:   |    |                      |            |
| DF           | 3  | Giuseppe Baresi      | 36'        |
| FW           | 16 | Alessandro Altobelli | 46'        |
| Coach:       |    |                      |            |
| Enzo Bearzot |    |                      |            |

| België:    |    |                       |            |
|            |    |                       |            |
| GK         | 12 | Jean-Marie Pfaff      |            |
| RB         | 2  | Eric Gerets           |            |
| CB         | 3  | Luc Millecamps        |            |
| CB         | 4  | Walter Meeuws         | Kreeg geel |
| LB         | 5  | Michel Renquin        |            |
| RM         | 6  | Julien Cools          |            |
| CM         | 8  | Wilfried Van Moer     | 48'        |
| CM         | 7  | René Vandereycken     | Kreeg geel |
| LM         | 17 | Raymond Mommens       | 77'        |
| CF         | 9  | François Van der Elst | 0          |
| CF         | 11 | Jan Ceulemans         |            |
| Invallers: |    |                       |            |
| MF         | 15 | René Verheyen         | 48'        |
| FW         | 10 | Erwin Vandenbergh     | 77'        |
| Coach:     |    |                       |            |
| Guy Thys   |    |                       |            |

#### Finale
|                          |                   |       |                         |                                                                                      |
| 22 juni 1980 20:30 (MET) | West-Duitsland    | 2 – 1 | België                  | Stadio Olimpico, Rome Toeschouwers: 47.864 Scheidsrechter: Nicolae Rainea (Roemenië) |
| 22 juni 1980 20:30 (MET) | Hrubesch 10', 88' |       | 75' (pen.) Vandereycken | Stadio Olimpico, Rome Toeschouwers: 47.864 Scheidsrechter: Nicolae Rainea (Roemenië) |

| West-Duitsland | België |

| West-Duitsland: |    |                       |            |
|                 |    |                       |            |
| GK              | 1  | Harald Schumacher     |            |
| RWB             | 20 | Manfred Kaltz         |            |
| CB              | 5  | Bernard Dietz         |            |
| CB              | 15 | Uli Stielike          |            |
| CB              | 4  | Karlheinz Förster     | Kreeg geel |
| LWB             | 2  | Hans-Peter Briegel    | 55'        |
| CM              | 6  | Bernd Schuster        |            |
| CM              | 10 | Hansi Müller          |            |
| AM              | 8  | Karl-Heinz Rummenigge |            |
| CF              | 9  | Horst Hrubesch        |            |
| CF              | 11 | Klaus Allofs          |            |
| Wisselspelers:  |    |                       |            |
| DF              | 3  | Bernhard Cullmann     | 55'        |
| Coach:          |    |                       |            |
| Jupp Derwall    |    |                       |            |

| België:  |    |                       |            |
|          |    |                       |            |
| GK       | 12 | Jean-Marie Pfaff      |            |
| RB       | 2  | Eric Gerets           |            |
| CB       | 4  | Walter Meeuws         |            |
| CB       | 3  | Luc Millecamps        | Kreeg geel |
| LB       | 5  | Michel Renquin        |            |
| RM       | 6  | Julien Cools          |            |
| CM       | 8  | Wilfried Van Moer     |            |
| CM       | 7  | René Vandereycken     | Kreeg geel |
| LM       | 17 | Raymond Mommens       |            |
| CF       | 9  | François Van der Elst | 0          |
| CF       | 11 | Jan Ceulemans         |            |
| Coach:   |    |                       |            |
| Guy Thys |    |                       |            |

KBVB · A-internationals · Selecties · Statistieken · Bondscoaches · Belgisch vrouwenelftal · Olympisch elftal · België U21 · België U20 · België U19 · België U18 · België U17 · België U16 · Vrouwen U19 · Vrouwen U17
Albanië ·
Algerije ·
Andorra ·
Argentinië ·
Armenië ·
Australië ·
Azerbeidzjan ·
Bosnië en Herzegovina · 
Brazilië ·
Bulgarije ·
Burkina Faso ·
Canada ·
Chili ·
Colombia ·
Costa Rica ·
Cyprus ·
DDR ·
Denemarken ·
Duitsland ·
Egypte ·
El Salvador ·
Engeland ·
Estland ·
Faeröer ·
Finland ·
Frankrijk ·
Gabon ·
Gibraltar ·
Griekenland ·
Hongarije ·
Ierland ·
IJsland ·
Irak ·
Israël ·
Italië ·
Ivoorkust ·
Japan ·
Joegoslavië ·
Kazachstan ·
Kroatië · 
Letland ·
Litouwen ·
Luxemburg ·
Malta ·
Marokko ·
Mexico ·
Montenegro · 
Nederland ·
Noord-Ierland ·
Noord-Macedonië ·
Noorwegen ·
Oekraïne ·
Oostenrijk ·
Panama · 
Paraguay ·
Peru ·
Polen ·
Portugal ·
Qatar ·
Roemenië ·
Rusland ·
San Marino ·
Saoedi-Arabië ·
Schotland ·
Servië ·
Servië en Montenegro ·
Slovenië ·
Slowakije ·
Sovjet-Unie ·
Spanje ·
Tsjechië ·
Tsjecho-Slowakije ·
Tunesië · 
Turkije · 
Uruguay · 
Verenigde Staten · 
Wales · 
Wit-Rusland ·
Zambia · 
Zuid-Korea · 
Zweden · 
Zwitserland
Algerije (2014) ·
Argentinië (2014) · 
Brazilië (2018) · 
Canada (2022) · 
Denemarken (2021) · 
Engeland (2018, 1) · 
Engeland (2018, 2) · 
Finland (2021) · 
Frankrijk (1904) ·
Frankrijk (2018) · 
Ierland (2016) · 
Italië (2016) · 
Italië (2021) · 
Japan (2018) · 
Kroatië (2022) · 
Marokko (2022) · 
Nederland (1985) · 
Panama (2018) ·
Polen (1982) · 
Portugal (2021) · 
Rusland (2014) · 
Rusland (2021) · 
Sovjet-Unie (1982) · 
Tunesië (2018) · 
Verenigde Staten (2014) ·
West-Duitsland (1980) · 
Zuid-Korea (2014)